# 半田線
半田线（日语：／ Handa sen */?）是连接爱知县半田市的武丰线东成岩站和同市的半田埠頭站的貨物铁路线，屬於衣浦臨海鐵道。

## 概述
半田線於1975年11月15日开通，總長3.4公里 ，取代東成岩站周邊專用線的運輸功能。原本的建設目的是将原材料和产品运送到衣浦灣沿岸的衣浦港地區，然而由于社会變遷，铁路货运量下降，现在只运输集装箱，2006年中間站新半田站廢止。半田線上有三个铁路道口。

## 路线数据
- 營運商：衣浦臨海鐵道（第一種鐵道事業）
- 路線長度：3.4km
- 軌距：1067mm
- 車站数：2站
- 複線區間：无（全線為单線鐵路）
- 電氣化區間：无（全線為非電氣化鐵路）
- 閉塞方式：單票閉塞
- 最高速度：45km/h[1]

## 運行形態
半田線的固定列車僅有每天运行一對的高速货运列车，列車直通武丰线的大府站。由于东成岩站內的配线關係，機車在该站必須透過機走線轉向。

## 车站列表
| 站名     | 站名     | 站名          | 站間距離（公里） | 營業距離（公里） | 连接路线       | 地点   | 地点   |
| 中文站名 | 日文站名 | 英文站名      | 站間距離（公里） | 營業距離（公里） | 连接路线       | 地点   | 地点   |
| -------- | -------- | ------------- | ---------------- | ---------------- | -------------- | ------ | ------ |
| 东成岩   |          | Higashinarawa | 0.0              | 0.0              | JR東海：武丰线 | 愛知縣 | 半田市 |
| 新半田   |          | Shinhanda     | 1.6              | 1.6              |                | 愛知縣 | 半田市 |
| 半田埠頭 |          | Handafutō     | 1.8              | 3.4              |                | 愛知縣 | 半田市 |